# Рекхта
Рекхта (урду ریختہ, гінді रेख़्ता rextā) — старе найменування мови хіндустані до моменту, коли її діалектна основа перейшла до діалекту кхарі-болі. «Рекхта» означає «роздроблений», що відображає меншу персіанізацію, ніж у пізніші періоди. Даний термін найактивніше використовувався з XVII століття до кінця XVIII століття, після чого був замінений словами «хінді», а пізніше «хіндустані» і «урду». Поезія на рекхті активно створюється сучасними носіями урду.
Наведений нижче вірш Мірзи Галіба, що написаний на рекхті:
 Rexte ke tum hī ustād nahīṅ ho ğālib  (ريختے کے تم ہی استاد نہیں ہو غالب),

 Kihte haiṅ agle zamāne meṅ koī mīr bhī thā . (کہتے ہیں اگلے زمانے میں كويٴی میر بھی تھا).
Рекхта використовувалася в таких формах як маснаві, марсія, касіда, тхумрі, зікр, гіт, чаупал і кабіт.
Граматично жіночим варіантом слова «рекхта» є «рекхті», термін введений поетом XVIII століття Саадат Яр-хан Рангіном для позначення віршів, написаних у стилі жіночої розмовної мови. Поет з Лакхнау Інша Аллах Кхан також прославився складанням рекхті.